# Clásica Memorial Txuma
Die Clásica Ciclista Internacional Memorial Txuma (baskisch: Txirrindulari Klasika Internazionala) war ein spanisches Straßenradrennen, das von 1995 bis 2007 ausgetragen wurde.
Das Eintagesrennen fand in der Stadt Erandio in der Autonomen Gemeinschaft Baskenland statt. Erinnert wurde mit dem Rennen an Jesús María Olague. Bis 2004 war das Rennen eine Amateur-Veranstaltung. Ab Einführung der UCI Europe Tour im Jahre 2005 war es Teil dieser Rennserie und in die Kategorie 2.2 eingestuft.

## Sieger
| - 2007 Boris Schpilewski - 2006 Michail Ignatjew - 2005 Nikolai Trussow - 2004 Eugenio Pineda Pascual - 2003 Jurgen Van Den Broeck | - 2002 Javier Ramírez - 2001 Iñigo Urretxua - 2000 Rubén Plaza - 1999 Marius Sabaliauskas - 1998 Aitor Silloniz | - 1997 Gorka Guerrikagoitia - 1996 Ivan Becaas - 1995 Carlos Celaya |